# 伊比德罗拉塔
伊比德罗拉塔是西班牙巴斯克自治区毕尔巴鄂的一座办公摩天大楼，于2009年3月19日开工，2012年2月21日由胡安·卡洛斯一世揭幕。 塔楼高165米，40层，耗资约 2.1亿欧元。下面8层原计划开设西班牙连锁酒店ABBA酒店，后来取消， 代之以可容纳200人的礼堂。 其余楼层为办公用途。该楼是伊比德罗拉公司的总部，是巴斯克地区和毕尔巴鄂市的最高建筑，也是西班牙第八高的建筑。
塔楼位于阿万多谷（Abandoibarra），这里原是滨临内维翁河的工业区，受1970年代工业危机影响而衰败，在1990年代初开始更新，将工业用地规划重建为住宅区、办公楼、绿地和其他不同用途的建筑。其他标志性项目，如毕尔巴鄂古根海姆博物馆和巴斯克宫陆续建成。1998年，比斯开省当局宣布打算出售其分散在毕尔巴鄂市的所有建筑物，将所有办公室搬到规划中的150米高的办公大楼。土地所有者西班牙國家鐵路以7900万欧元的价格将土地出售给地区当局。为了满足50,000平方米办公空间的需求，楼高从150米增加到160米。2003年，新当选的比斯开省长何塞·路易斯·毕尔巴鄂抱怨建筑成本太高，决定取消建楼计划。数月之后，毕尔巴鄂市政厅于2004年7月与伊比德罗拉公司达成协议。伊比德罗拉公司将使用塔楼顶部的10,000平方米空间，设立其国际总部，并租用其余的办公空间。

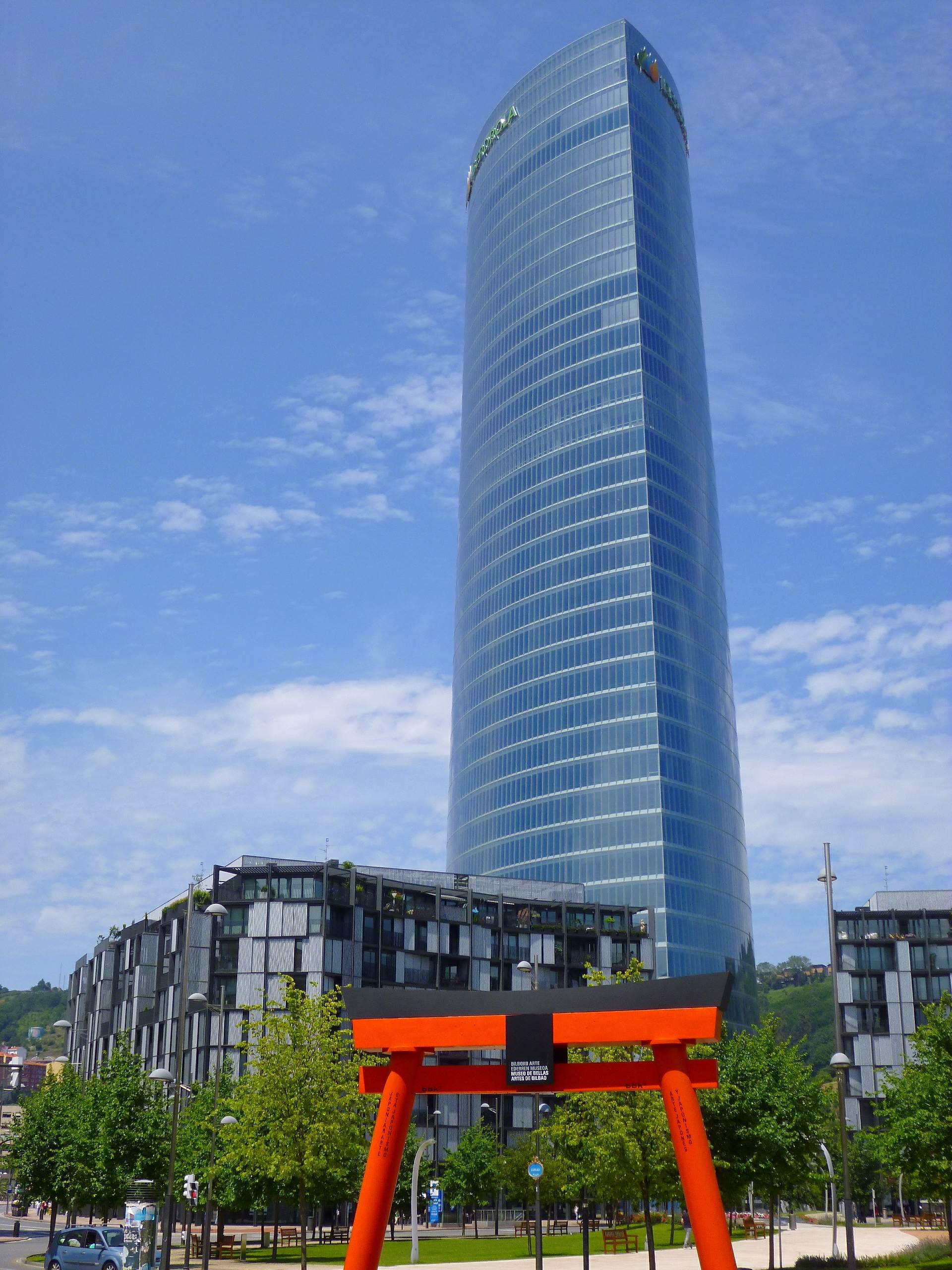